# Кэйлтрам
Кэйлтрам, Кэйлтарни, Кэлитейн, Келхиран, Келтуран или Кибуркан (гэльск. Cailtram mac Girom) — король пиктов в VI веке.

## Биография
Являлся третьим сыном Гирона. Хроника пиктов сообщает о том, что Кэйлтрам правил год или шесть лет между Гартнартом I и Талорком II.